# Cane corso
Cane corso är en hundras från Italien. Den är en molosserhund som i hemlandet främst används som vakthund. Corso är ett dialektalt ord som i Apulien står för robust, det kan även syfta på latinets cohors, gårdsväktare som kommer av det grekiska ordet kortos, gårdsplan. I hemlandet hör cane corso till de populäraste hundraserna.

## Historia
1973 uppmärksammades att det i Foggia fanns en typ av molosserhund som skilde sig från mastino napoletano och en inventering inleddes. 1983 bildades en rasklubb som 1994 lyckades få rasen godkänd av den italienska kennelklubben Ente Nazionale della Cinofilia Italiana (ENCI). 1996 erkändes rasen av Fédération Cynologique Internationale (FCI).

## Egenskaper
Cane corson är en relativt typisk moloss med ett lugnt temperament. Dock alltid alert och medveten om sin omgivning. Då rasen främst avlats fram som vakthund är den i allmänhet reserverad mot främlingar, men skall inte visa någon aggressivitet om den inte ställs inför ett reellt hot. Cane corson räknas inte till brukshundarna i Sverige, men har ändå skördat vissa framgångar i bruksgrenar, såväl i hemlandet som utomlands, inklusive Sverige.

## Utseende
Cane corson är medelstor till stor med en kraftfull, men elegant, kroppsbyggnad. Den är en robust hund med ett relativt typiskt mastiffutseende. Den är dock något mer graciöst byggd än en del andra hundar av mastifftyp. Hanhundens mankhöjd skall vara 64–68 cm och vikten 45–50 kg. Tikens mankhöjd skall vara 60–64 cm och vikten 40–45 kg. I hemlandet kuperades tidigare svans och öron, men det är numera förbjudet.